# Hjalmar Abelin
Hjalmar August Abelin, född den 22 maj 1817 i Linköping, död den 13 september 1893 i Stockholm, var en svensk läkare. Han var bror till Gustaf Rudolf Abelin.

## Biografi
Abelin blev 1846 medicine licentiat vid Uppsala universitet och 1847 kirurgie magister vid Karolinska institutet i Stockholm. Efter en sjökommendering till Godahoppsudden med korvetten Najaden 1846 - 1847 blev han 1847 amanuens vid kliniken vid Allmänna barnhuset i Stockholm. Abelin ägnade sig därefter huvudsakligen åt studiet av barnsjukdomar och barnvård och företog för detta ändamål flera utländska resor. Han var 1856–1882 överläkare vid Allmänna barnhuset och från 1858 tillika professor i pediatrik vid Karolinska institutet samt valdes 1866 till ledamot av Vetenskapsakademien.
I flera tidskrifter meddelade han sina iakttagelser i pediatrik och utgav särskilt en Om vården af barn under de första lefnadsåren (1874). Han försökte även öka intresset för detta ämne genom offentliga föredrag.

## Eftermäle
Doktor Abelins gata, 59°18′58.2″N 18°3′16.49″Ö / 59.316167°N 18.0545806°Ö, på Södermalm i Stockholm är namngiven efter honom. Den fick namnet när den anlades i närheten av barnsjukhuset Samariten 1927.